# Spodumen
Das Lithium-Mineral Spodumen ist ein eher selten vorkommendes Kettensilikat aus der Gruppe der Pyroxene. Es kristallisiert mit monoklinen Symmetrie, hat die  Endgliedzusammensetzung LiAl[Si2O6] und entwickelt meist kurze, abgeflachte Kristalle, die in Längsrichtung deutlich gestreift sind. Die Größe der Kristalle schwankt oft zwischen einigen Zentimetern und Dezimetern, kann aber an einigen Fundorten auch Rekordgrößen von mehreren Metern erreichen.

## Etymologie und Geschichte
Entdeckt wurde Spodumen 1800 bei Utö in der schwedischen Landschaft Södermanland und beschrieben durch José Bonifácio de Andrade e Silva, der das Mineral aufgrund seiner „aschefarbenen“ Verbrennungsrückstände beim Erhitzen nach einem altgriechischen Wort benannte, nämlich σποδούμενος spodúmenos, was als Partizip Präsens Passiv „zu Asche verbrennend; aschefarben“ bedeutet. Die Betonung des Wortes Spodumen liegt demnach auf der Mittelsilbe, laut Duden ist jedoch die Endsilbe betont.
Erst mit deutlichem Zeitabstand zur Namensgebung wurde das zweite bekannte Vorkommen von Spodumen 1817 im Grenzgebiet zwischen Nord- und Südtirol beschrieben. Die große Bedeutung der Vorkommen im Alpenraum für Wissenschaft und Wirtschaft wurde 2022 durch die Ernennung von Spodumen zum „Mineral des Jahres“ in Österreich Ausdruck verliehen.

## Klassifikation
In der strukturellen Klassifikation der International Mineralogical Association (IMA) ist Spodumen in der Untergruppe der Li-Pyroxene der Pyroxengruppe.
In der veralteten 8. Auflage der Mineralsystematik nach Strunz gehörte der Spodumen zur Mineralklasse der „Silikate und Germanate“ und dort zur Abteilung der „Kettensilikate und Bandsilikate (Inosilikate)“, wo er als einziges Mitglied die „Spodumen-Reihe“ mit der System-Nr. III/D.01e innerhalb der monoklin-prismatischen „Klinopyroxene“ bildete.
Im zuletzt 2018 überarbeiteten und aktualisierten Lapis-Mineralienverzeichnis nach Stefan Weiß, das sich aus Rücksicht auf private Sammler und institutionelle Sammlungen noch nach dieser alten Form der Systematik von Karl Hugo Strunz richtet, erhielt das Mineral die System- und Mineral-Nr. VIII/F.01-120. In der „Lapis-Systematik“ entspricht dies der Klasse ebenfalls der Abteilung „Kettensilikate und Bandsilikate“, wo Spodumen zusammen mit Aegirin, Aegirin-Augit, Augit, Davisit, Diopsid, Esseneit, Grossmanit, Hedenbergit, Jadeit, Jervisit, Johannsenit, Kanoit, Klinoenstatit, Klinoferrosilit, Kosmochlor, Kushiroit, Namansilit, Natalyit, Omphacit, Petedunnit, Pigeonit und Tissintit die „Klinopyroxene“ bildet.
Auch die seit 2001 gültige und von der International Mineralogical Association (IMA) zuletzt 2009 aktualisierte 9. Auflage der Strunz’schen Mineralsystematik ordnet den Spodumen in die Abteilung der „Ketten- und Bandsilikate (Inosilikate)“ ein. Diese ist allerdings weiter unterteilt nach der Struktur der Silikatketten bzw. Bänder, so dass das Mineral entsprechend seinem Aufbau in der Unterabteilung „Ketten- und Bandsilikate mit 2-periodischen Einfachketten Si2O6; Pyroxen-Familie“ zu finden ist, wo es als einziges Mitglied die Gruppe der „Li-Klinopyroxene“ mit der System-Nr. 9.DA.30 bildet.
Die im englischen Sprachraum gebräuchliche Systematik der Minerale nach Dana ordnet den Spodumen zwar auch in die Abteilung der Ketten- und Bandsilikate, dort aber aufgrund seiner Kristallstruktur in die Unterabteilung der Kettensilikate mit einfachen, unverzweigten Ketten, W=1 mit Ketten P=2, wo er als einziges Mitglied die Gruppe der Li-Pyroxene bildet.

## Kristallstruktur
Spodumen kristallisiert monoklin in der Raumgruppe C2/c (Raumgruppen-Nr. 15) mit den Gitterparametern a = 9,474 Å; b = 8,390 Å; c = 5,219 Å und β = 110,07° sowie vier Formeleinheiten pro Elementarzelle.
Für eine detaillierte Strukturbeschreibung siehe Pyroxengruppe.

## Eigenschaften

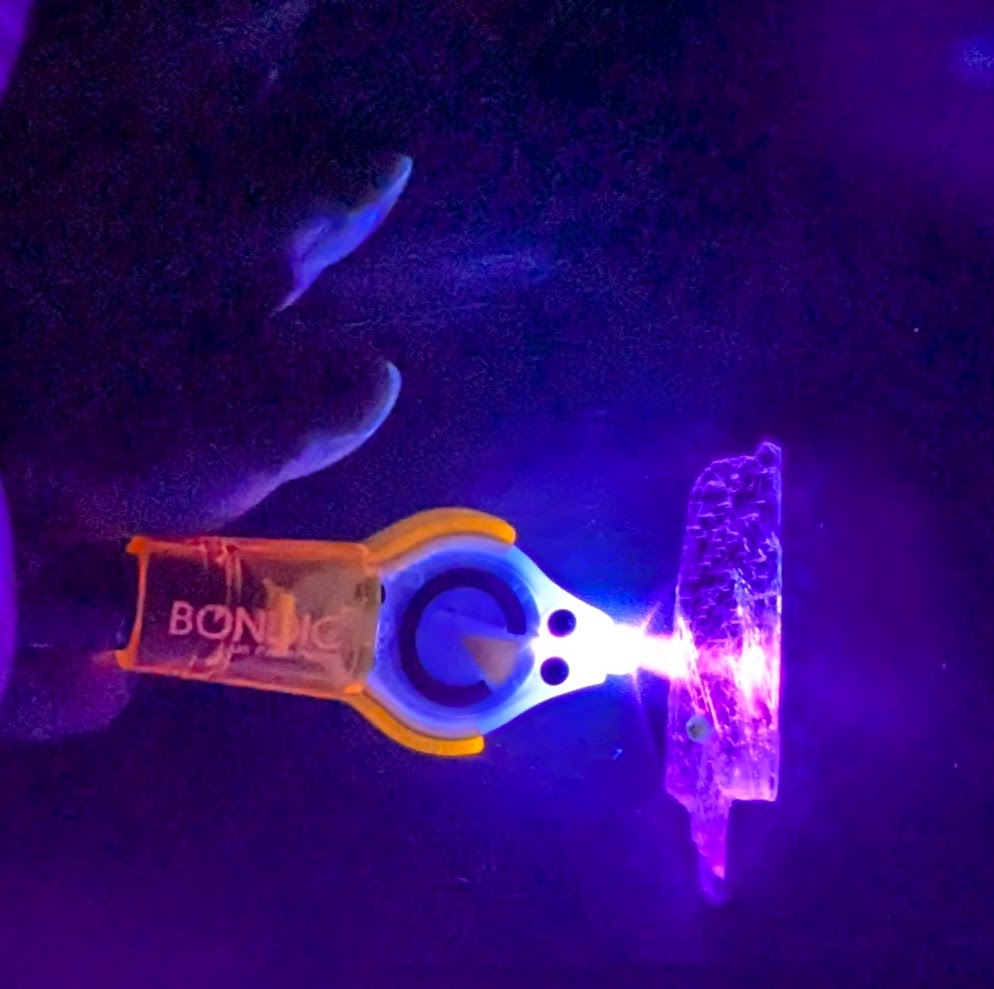
Fluoreszenz eines Spodumen Kristalls

Reiner Spodumen ist farblos. Er kann aber durch Fremdbeimengungen auch von grünlicher (Hiddenit), weißer, grauer und gelber (Triphan) oder rosa bis violetter (Kunzit) Farbe und auch zweifarbig sein. Sein Pleochroismus ist stark ausgeprägt, das heißt bei Betrachtung des Kristalls entlang der x-Achse zeigt er eine violette bis grüne Farbe und entlang der z-Achse ist er farblos.
Gelegentlich zeigt Spodumen gelbe, orange- oder rosafarbene Fluoreszenz unter kurz- und langwelliger Ultraviolettstrahlung.

## Modifikationen und Varietäten
Bisher bekannte Farbvarietäten sind
- der Hiddenit, bei dem Beimengungen von Chrom oder Eisen die grünliche Farbe erzeugen.
- der rosa bis violette Kunzit, der seine Farbe durch Beimengungen von Mangan erhält. Pleochroismus, wobei sich die Farbe aus verschiedenen Richtungen betrachtet von sattem Rosa bis hin zu Blass- oder Hellrosa wandelt.
- der farblose bis gelbliche Triphan

## Bildung und Fundorte

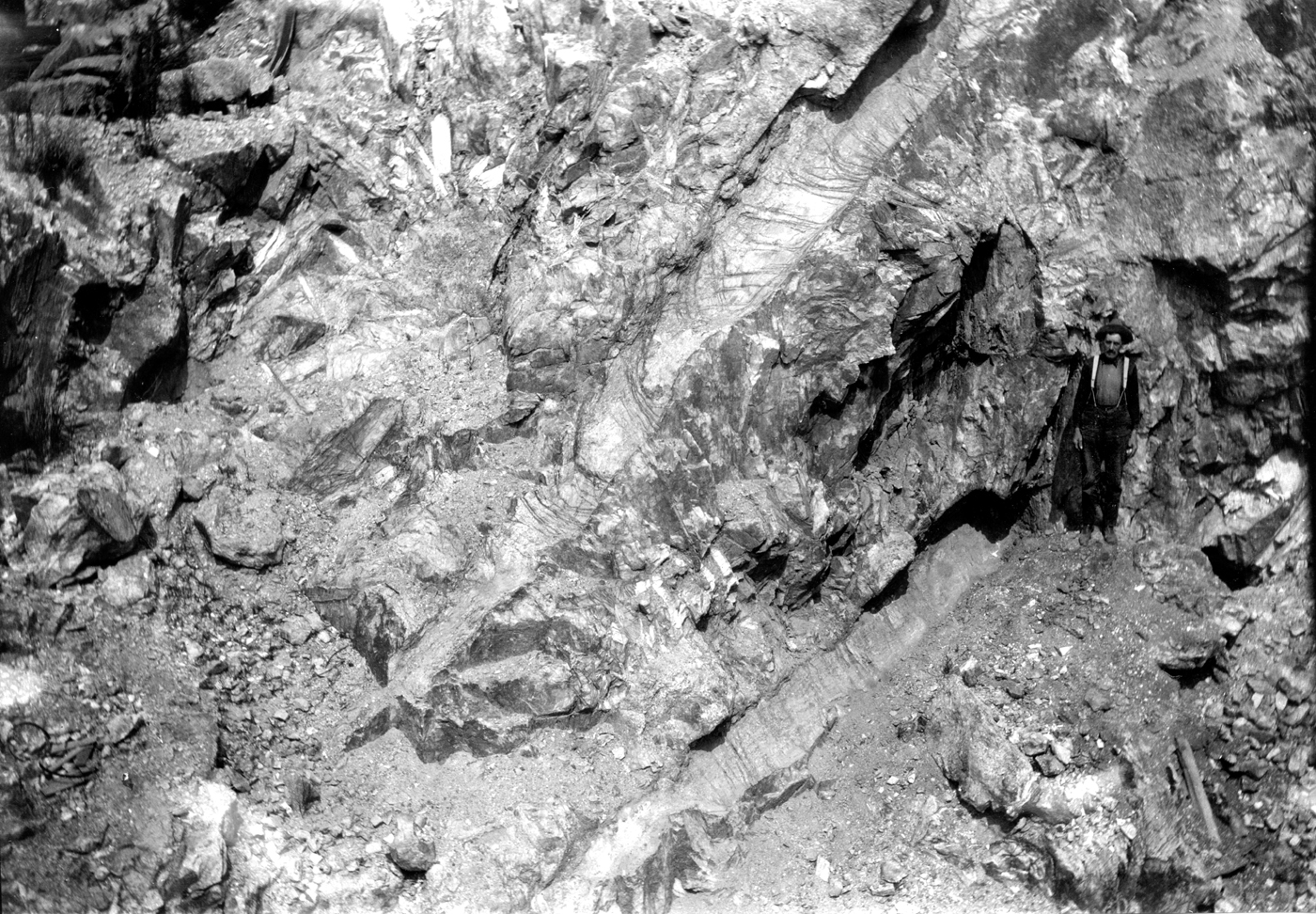
Riesenkristalle aus der Etta Mine, Black Hills, USA im Jahr 1904
(zum Vergleich ein Minenarbeiter, Bildmitte rechts)

Spodumen bildet sich als charakteristisches Mineral in lithiumreichen Pegmatiten oder Graniten entweder magmatisch, wobei eher trübe Varianten entstehen, oder durch hydrothermale Vorgänge in den Pegmatit-Hohlräumen, welche die klaren und qualitativ hochwertigen Schmuckstein-Varianten hervorbringen. Meist findet sich das Mineral in Paragenese mit Quarz, Albit, Petalit, Eukryptit, Lepidolith und Beryll sowie Erzmineralen wie Amblygonit, Kassiterit und Tantalit-(Mn).
Weltweit konnte Spodumen bisher an rund 450 Fundorten (Stand: 2010) nachgewiesen werden, so unter anderem in Afghanistan, Argentinien, Äthiopien, Australien, Bolivien, Brasilien, China, Deutschland, Finnland, Frankreich, Irland, Italien, Japan, Kanada, Kasachstan, Korea, Madagaskar, Mexiko, Mosambik, Myanmar, Namibia, Nigeria, Norwegen, Österreich, Pakistan, Polen, Portugal, Russland, Schweden, Serbien, Simbabwe, Somalia, Spanien, Sri Lanka, Südafrika, Eswatini, Tschechien, im Vereinigten Königreich sowie in den USA.
Hervorzuheben ist hier vor allem die „Etta Mine“ bei Keystone im Pennington County (South Dakota), wo die bisher größten Kristalle von bis zu 14 Metern Länge und 66 Tonnen Gewicht gefunden wurden. Aus den Pegmatiten bei Mawi in Laghman (Afghanistan) konnten bis zu 40 Zentimeter lange Kunzite geborgen werden. Die „Pala Chief Mine“ am Chief Mountain in Kalifornien lieferte bis zu 28 Zentimeter lange Kunzite, und aus den Minen bei Resplendor in Minas Gerais (Brasilien) kamen bis zu 25 Zentimeter lange Hiddenite.

## Verwendung

### Als Rohstoff
Spodumen ist einer der wichtigsten Rohstoffe zur Gewinnung von Lithium. In der Glas- und Keramik-Industrie dient es als Zuschlagstoff zu Rohprodukten für die Herstellung von beispielsweise Glaskeramikkochfeldern, Faserglas oder Sanitärkeramik.
Neben der Nutzung von lithiumreichen Gewässern (insbesondere Salzpfannen) über Verdunstung (oder direkte Extraktionstechniken) spielt der Abbau von Spodumen-haltigem Gestein eine wichtige Rolle für die lithiumverarbeitende Industrie, einschließlich der Batterieherstellung. Da Spodumen direkt zu hochwertigem Lithiumhydroxid verarbeitet werden kann und weltweit gleichmäßiger vorkommt als Salzpfannen, verfügt diese Alternative über strategische Vorteile, welche die Nachteile bei Wasser- und Energieverbrauch je nach konkretem Anwendungsfall ausgleichen können.

### Als Schmuckstein

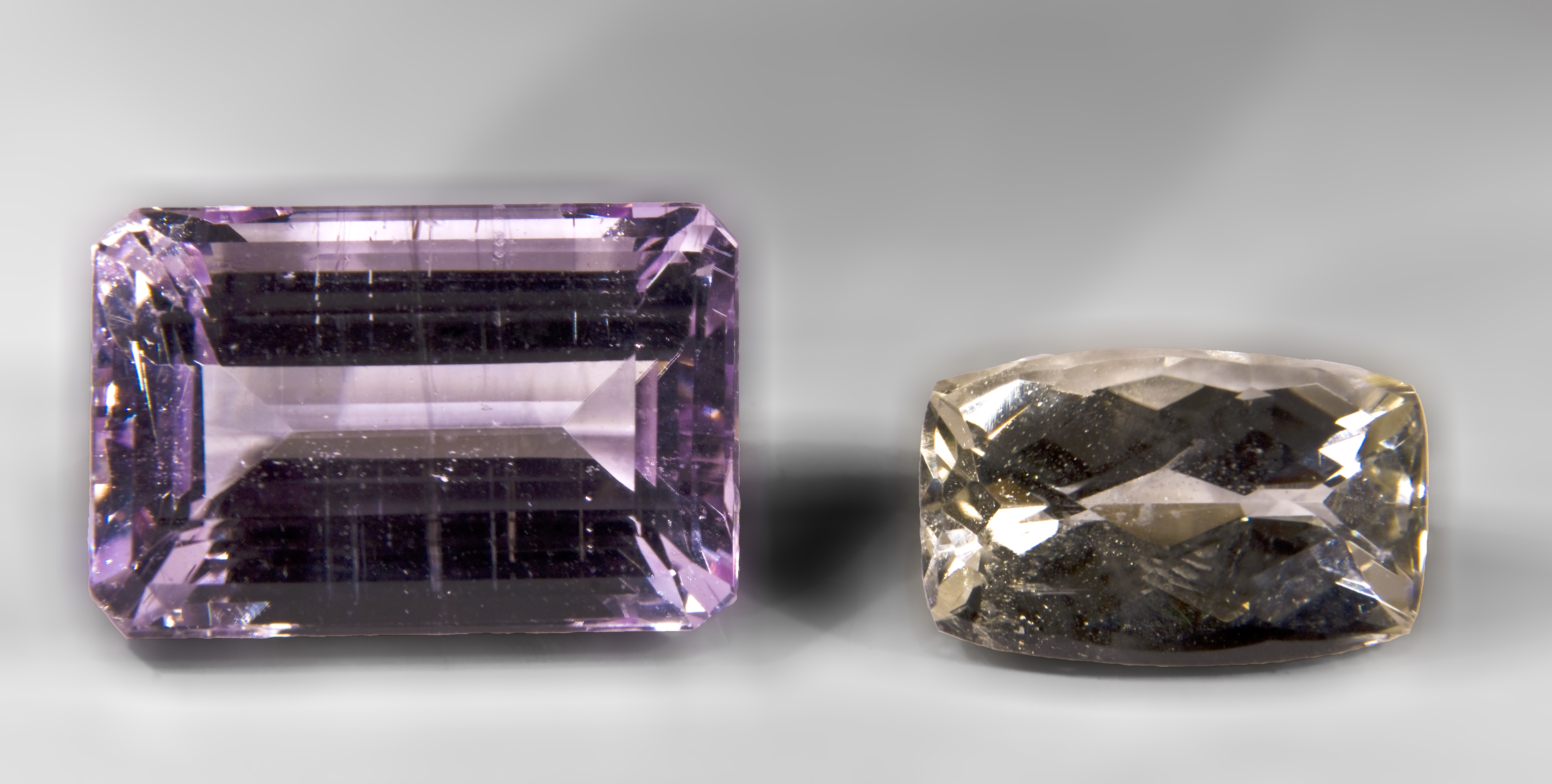
Kunzit (links) im Achteck- und Hiddenit (rechts) im Antik-Schliff

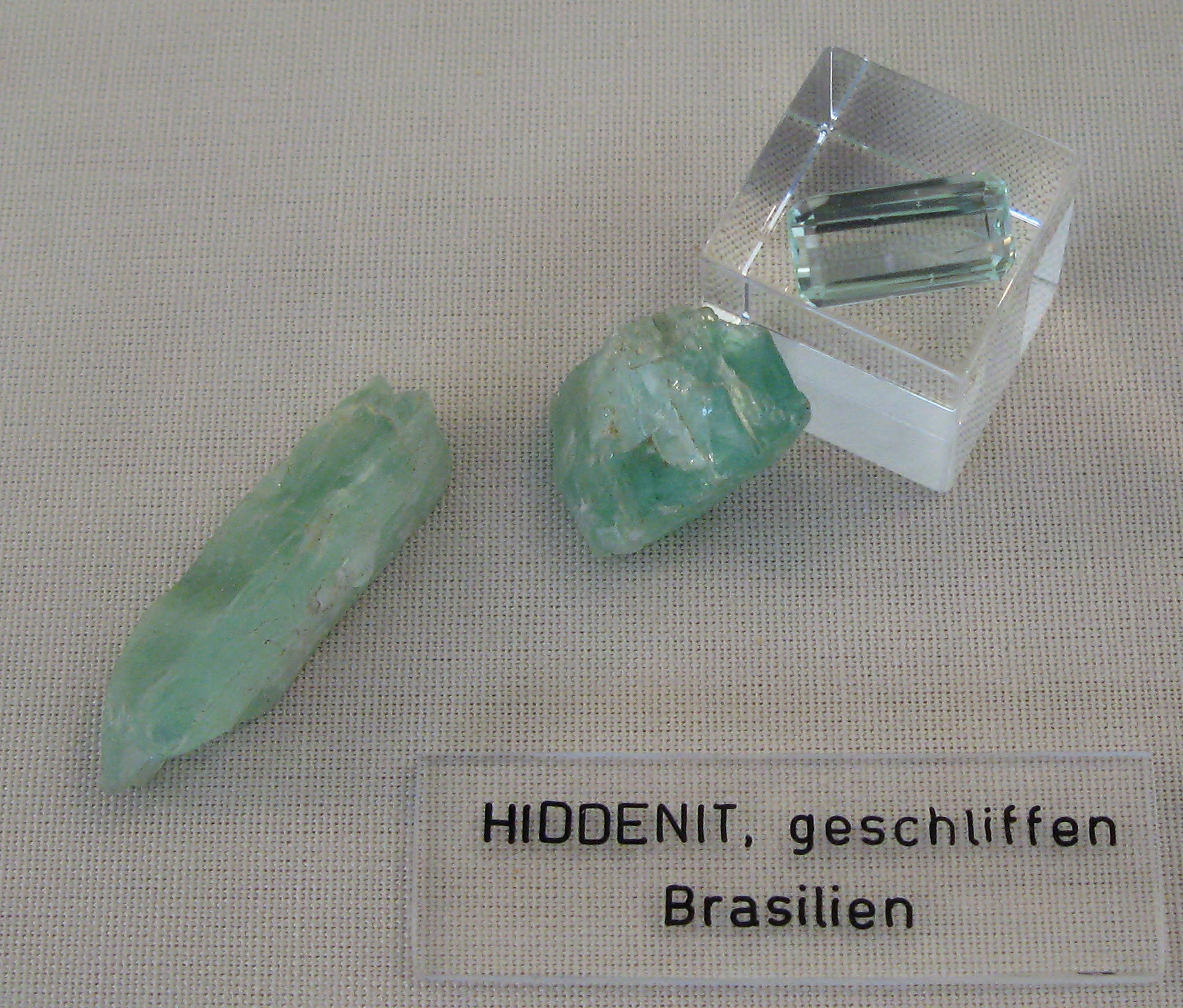
Hiddenit: 2 × Rohsteine und 1 × facettiert

Bekannte Schmuckstein-Varietäten sind vor allem Kunzit und Hiddenit, die entweder facettiert oder zu Cabochonen verschliffen werden. Kunzit kann je nach Ausprägung der Farbe durchaus einen rosa Saphir oder Topas, den Edelberyll Morganit, aber auch die Quarzvarietäten Amethyst und Rosenquarz imitieren. Beim Hiddenit besteht Verwechslungsgefahr unter anderem mit Goldberyll (Heliodor), der grünen Granatvarietät Demantoid, dem eher hellgrünen Diopsid und selten auch dem Smaragd und selbst mit Chrysoberyll, da auch Spodumene mit Katzenaugeneffekt gefunden wurden.
Beide Varietäten sind jedoch aufgrund ihrer guten Spaltbarkeit sehr empfindlich gegenüber Druck- und Wärmebelastung, wie sie beim Fassen und Löten von Schmuckstücken entstehen. Beim Schleifen muss zudem aufgrund pleochroistischer Effekte darauf geachtet werden, dass die Hauptachse des Kristalls senkrecht zur Haupttafel des gewünschten Facettenschliffs liegt, damit das durchdringende Licht kräftige Farben erzeugt.
Erhitzen auf etwa 300 bis 400 °C oder länger andauernder Lichteinfluss vor allem durch Punktbestrahlung lassen die Steine ausbleichen. Eine weitere Gefahr stellt ihre Empfindlichkeit gegenüber Flusssäure dar, die die Kristallflächen schnell anätzt und matt werden lässt.